# Gleaner
Le Gleaner est un ancien bateau de pêche reconverti en voilier de croisière. Son port d'attache actuel est Penryn en Cornouailles et son immatriculation ancienne de pêche est LT 64.
Il est classé National Historic Ships 

## Histoire
Le Gleaner a été construit en 1874 par le chantier Richard Kitto de Porthleven en tant que bateau de pêche en bois à Lowestoft. Puis il a été vendu en Allemagne, dans les années 1970, il a été restauré. Non terminé, le navire a été ramené au Royaume-Uni par son propriétaire actuel. Son lancement a été fait en juin 2014.
Il était présent à Temps fête Douarnenez 2018.